# 重成一人
重成 一人（しげなり かずひと、1978年9月12日 - ）は、香川県出身の日本の競艇選手。登録番号3908。身長168cm。血液型A型。80期・香川支部所属。父は元競艇選手の重成達郎。弟子に平高奈菜、中村晃朋、川原祐明、田頭虎親、同期に白井英治、平田忠則、鎌田義らがいる。

## 来歴
- 1997年5月9日、丸亀競艇場でデビュー。10日初勝利。
- 1997年12月10日、徳山競艇場で初優出。
- 2000年3月19日、若松競艇場で初優勝（4コース：抜き）。
- 2004年3月、福岡競艇場での総理大臣杯競走でSG初出場。
- 2004年6月、福岡競艇場での周年記念競走でG1初優勝（6コース：抜き）。
- 2009年3月、多摩川競艇場での総理大臣杯でSG初優出（5コース：4着）。
- 2011年12月、住之江競艇場での賞金王決定戦に出場。24日のトライアル第3戦で6枠から前付けしイン取り成功、そのまま逃げを決め決定戦進出。翌日の優勝戦は3枠3コースで6着だった。
- 2012年6月、芦屋競艇場でのグランドチャンピオン決定戦競走で優出5着。
- 2013年2月26日、下関競艇場で通算1000勝達成。
- 2016年5月、尼崎競艇場での笹川賞で優出2着。
- 2016年6月、蒲郡競艇場でのグランドチャンピオン決定戦競走で優出3着。
- 2020年3月22日、自宅で妻を殴ったとして、香川県警により現行犯逮捕。4月に不起訴処分となったが、この事態を重く見たモーターボート競走会は、6月5日の褒賞懲戒審議会で、6月6日から15カ月の出場停止処分を下した。
- 2021年9月8日、若松競艇場での西日本スポーツ杯でレースに復帰[1]。

## 獲得タイトル

### G1
- 2004年6月17日 - 第51回福岡チャンピオンカップ（福岡競艇場）
- 2007年6月21日 - 第55回京極賞（丸亀競艇場）
- 2008年2月14日 - 第51回四国地区選手権競走（丸亀競艇場）
- 2009年7月7日 - 第57回京極賞（丸亀競艇場）同タイトルV2
- 2011年6月16日 - 第59回全日本覇者決定戦（若松競艇場）
- 2011年11月8日 - 第57回競帝王決定戦（下関競艇場）

### G2
- 2011年10月4日 - モーターボート大賞（丸亀競艇場）